# État libre d'Anhalt
Pour les articles homonymes, voir Anhalt.
1918–1945
Entités précédentes :
- Duché d'Anhalt ( Empire allemand)

Entités suivantes :
- Land de Saxe-Anhalt ( Allemagne)

L'État libre d'Anhalt (en allemand : Freistaat Anhalt) est l'un des Länder constitutifs de la république de Weimar, succédant au duché d'Anhalt lors de la chute de l'Empire allemand. Il a pour capitale Dessau.

## Histoire
À la mort du duc Frédéric II, le 21 avril 1918, son frère cadet, Édouard, lui succède. Mais il meurt le 13 septembre 1918. Son fils, Joachim-Ernest, lui succède mais, étant mineur, son oncle, le prince Aribert, assure la régence. La révolution de novembre remet en cause l'existence du duché, poussant le duc Joachim-Ernest à abdiquer le 12 novembre 1918. À la suite de son abdication, un conseil d'ouvriers et de soldats à Dessau, sous la présidence du maire Fritz Hesse. À la fin du mois, un gouvernement provisoire composé du SPD et du DDP est formé. 
Lors de l'élection de l'assemblée constituante de l'État, le 15 décembre 1918, le SPD a obtenu la majorité absolue (58,03 %) des voix, mais a maintenu la coalition avec le DDP. La constitution d'Anhalt, rédigée par l'assemblée du Land, a été adoptée le 18 juillet 1919. 
Lors des élections nationales du 24 avril 1932, le NSDAP est devenu la faction la plus forte avec 15 mandats (dont six de Dessau). Avec l'aide des droits civiques, Alfred Freyberg (NSDAP) a été élu premier ministre d'une coalition NSDAP/DNVP le 21 mai. Freyberg a été le premier Premier ministre national-socialiste en Allemagne. Durant la période nazie, le Bauhaus de Dessau, entre autres, a dû cesser ses activités d'enseignement. 
De ce fait, tous les États territoriaux du Reich allemand ont déjà perdu leur indépendance avec la loi préliminaire sur la péréquation des États avec le Reich du 31 mars 1933. Avec la loi sur la reconstruction du Reich du 30 janvier 1934, les droits souverains de tous les États allemands ont été transférés au Reich. L'État libre d'Anhalt, existant depuis 1918, est devenu le Land d'Anhalt.
À la fin de la Seconde Guerre mondiale, l'État libre d'Anhalt fusionne avec la Saxe prussienne pour devenir l'État de Saxe-Anhalt (aboli par le régime communiste en 1952 et recréé après la réunification allemande).